# Большемитькино
Большемитькино — деревня в Калачинском районе Омской области России. Входит в состав Сорочинского сельского поселения.

## История
Основана в 1827 году. В 1928 г. село Больше-Митькино состояло из 167 хозяйств, основное население — русские. Центр Больше-Митькинского сельсовета Калачинский район Омского округа Сибирского края.

## Население
| 2002 | 2010 |
| ---- | ---- |
| 89   | ↘20  |